# Wasilij Czujkow

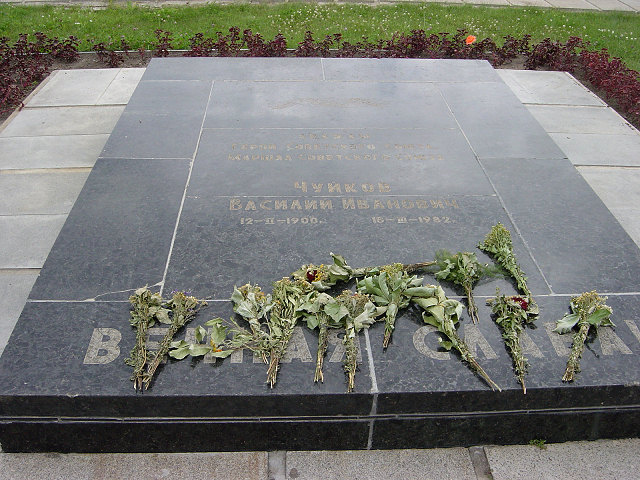
Grób marsz. Wasilija Czujkowa na Kurhanie Mamaja w Wołgogradzie

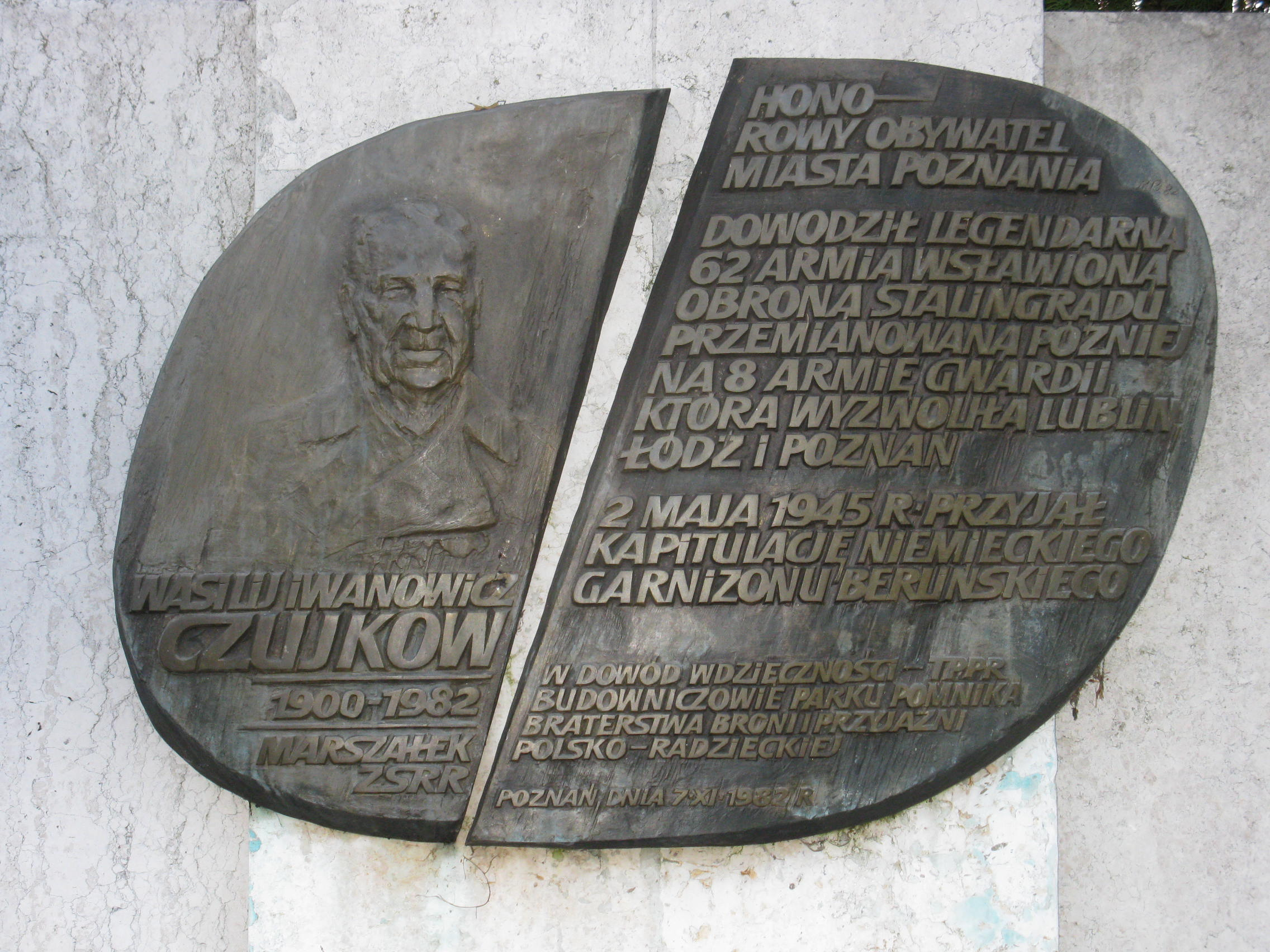
Tablica pamiątkowa na terenie Parku Cytadela w Poznaniu

Wasilij Iwanowicz Czujkow, ros. Василий Иванович Чуйков (ur. 31 stycznia?/12 lutego 1900 we wsi Sieriebrianyje Prudy, zm. 18 marca 1982 w Moskwie) – radziecki dowódca wojskowy, marszałek Związku Radzieckiego, dowódca Wojsk Lądowych Armii Radzieckiej i wiceminister obrony ZSRR, szef Obrony Cywilnej ZSRR, członek Komitetu Centralnego KPZR, deputowany do Rady Najwyższej ZSRR, dwukrotny Bohater Związku Radzieckiego.

## Życiorys

### Dzieciństwo i młodość
Urodził się 12 lutego 1900 roku w rodzinie chłopskiej. Wstąpił do Armii Czerwonej w 1918, a do RKP(b) rok później. Podczas wojny domowej szybko awansował, dochodząc do stanowiska dowódcy 43 pułku piechoty. Brał udział w wojnie z Polską w 1920 roku w rejonie Lepla, Lidy i Wilejki.

### Okres międzywojenny
W 1925 ukończył Akademię Wojskową im. Michaiła Frunzego, a podczas następnej dekady – Akademię Mechanizacji i Motoryzacji. Od 1932 roku dowodził kolejno brygadą, korpusem, grupą wojsk, 4 Armią.

### II wojna światowa
Był dowódcą 4 Armii w czasie agresji ZSRR na Polskę od 17 września 1939. Następnie jako dowódca 9 Armii brał udział w wojnie zimowej z Finlandią.
W latach 1940–1942 pełnił funkcję attaché wojskowego w Chinach i doradcy Czang Kaj-szeka. W marcu 1942 roku został odwołany do kraju, a następnie skierowany na południe ZSRR, gdzie w maju mianowano go dowódcą 1 Armii Rezerwowej, którą przemianowano na 64 Armię. Latem 1942 armia ta toczyła ciężkie walki obronne na przedpolach Stalingradu, a później w południowej części miasta. We wrześniu 1942 został dowódcą 62 Armii, najważniejszej w strukturze obrony Stalingradu. Pod jego dowództwem armia ta, choć ponosiła ciężkie straty, powstrzymała niemieckie natarcie. Dowodząc piechotą wspartą 15 czołgami powstrzymał ataki oddziałów 6 Armii, za wszelką cenę usiłujących zdobyć nabrzeża w centrum miasta. Dzięki obronie Stalingradu, przez większość historyków uznawany jest za bohatera Stalingradu.
Generał Czujkow okazał się zdecydowanym dowódcą, który najpierw pozbierał rozproszone oddziały powierzonej sobie 62 Armii, opanował panujące w nich rozprzężenie i objawy paniki, a następnie przekształcił je w jednostki, które podczas długich miesięcy walk toczonych pod ogromnym naporem wojsk niemieckich zaskakiwały determinacją i poświęceniem.
Szybko uczył się zasad walki w mieście, z dużą pomysłowością podsuwając swoim dowódcom i żołnierzom rozwiązania, które pomagały im opierać się przewadze wroga w powietrzu (trzymanie linii obronnych jak najbliżej linii nieprzyjaciela), zmuszać go do wyniszczającej walki na małym terenie (organizowanie izolowanych punktów obrony i grup szturmowych często atakujących po utracie poszczególnych obiektów).
Utrzymywaniem swojego punktu dowodzenia bardzo blisko pierwszej linii frontu i częstym odwiedzaniem swoich oddziałów liniowych na ich pozycjach bojowych zaskarbił sobie szacunek własnych żołnierzy, choć – wzorem innych dowódców Armii Czerwonej – poświęcał ich życie z dużą łatwością. Dzięki temu, że udało mu się utrzymać w Stalingradzie aż do rozpoczęcia operacji „Uran” i „Mały Saturn”, przyczynił się do powodzenia ofensywy Armii Czerwonej, prowadzącej do rozbicia wojsk rumuńskich, węgierskich i włoskich nad Donem oraz okrążenia 6 Armii gen. Friedricha Paulusa w rejonie bronionego przez siebie miasta.
Po zwycięstwie stalingradzkim jego armia otrzymała honorowe miano gwardyjskiej, stając się 8 Gwardyjską Armią. Na jej czele brał udział w bitwie o Dniepr i wyzwoleniu prawobrzeżnej Ukrainy. Latem 1944, w składzie 1 Frontu Białoruskiego, nadal na czele 8 Gwardyjskiej Armii, przekroczył Bug i zajął Lublin, a później walczył m.in. w zdobyciu Łodzi (19 stycznia 1945) i Poznania (23 lutego 1945). W kwietniu i maju 1945 wraz ze swoją armią brał udział w bitwie o Berlin. Czujkow 2 maja 1945 przyjął kapitulację gen. Helmuta Weidlinga, dowódcy garnizonu Berlina.

### Okres powojenny
W latach 1945–1946 był szefem oddziału SMAD (Sowieckiej Administracji Wojskowej w Niemczech) w Turyngii, później jej komendantem. W latach 1949–1953 dowodził wojskami radzieckimi na terenie sowieckiej strefy okupacyjnej Niemiec (od października 1949  Niemieckiej Republiki Demokratycznej), pełniąc jednocześnie funkcję szefa Radzieckiej Komisji Kontroli w Niemczech (SKK) i nadzorując odbiór reparacji wojennych na rzecz ZSRR (Kolonne). W latach 1946–1949 deputowany do Rady Najwyższej ZSRR 2. kadencji.
W 1953 objął dowództwo Kijowskiego Okręgu Wojskowego, co oznaczało załamanie kariery. W 1955 został awansowany do stopnia marszałka Związku Radzieckiego. W 1960 powołano go na dowódcę Wojsk Lądowych Armii Radzieckiej i wiceministra obrony ZSRR (1960–1964).
W 1964 jego kariera wojskowa załamała się ponownie, gdy objął mało prestiżowe stanowisko szefa Obrony Cywilnej Związku Radzieckiego. Funkcję tę pełnił aż do przejścia na emeryturę w 1972. W latach 1961–1982 był też członkiem KC KPZR.
Zmarł 18 marca 1982 w Moskwie, gdzie został pożegnany z najwyższymi honorami przy udziale czołowych przywódców ZSRR. W pogrzebie wzięła udział m.in. delegacja LWP z attache wojskowym PRL gen. dyw. Ignacym Szczęsnowiczem na czele. Zgodnie z wolą Czujkowa, został on pochowany w Wołgogradzie. Mogiła marsz. Wasilija Czujkowa znajduje się u stóp pomnika Matki Ojczyzny na Kurhanie Mamaja.
Jego opublikowane wspomnienia wojenne: Misja w Chinach, Początek drogi, Koniec Trzeciej Rzeszy i Bitwa stulecia spotkały się z uznaniem nie tylko w Związku Radzieckim, ale i na zachodzie.

## Awanse
- kombrig (1935)
- komdiw (23 lipca 1938)
- komkor (9 lutego 1939)
- generał porucznik (4 czerwca 1940)
- generał pułkownik (27 października 1943)
- generał armii (12 listopada 1948)
- marszałek Związku Radzieckiego (11 marca 1955)

## Ordery i odznaczenia
- Medal Złota Gwiazda Bohatera Związku Radzieckiego – dwukrotnie (19 marca 1944, 6 kwietnia 1945)
- Order Lenina – dziewięciokrotnie (1943, 1944, 1945, 1950, 1960, 1970, 1975, 1978, 1980)
- Order Rewolucji Październikowej (1968)
- Order Czerwonego Sztandaru – czterokrotnie (1920, 1925, 1944, 1948)
- Order Suworowa I klasy – trzykrotnie (1943, 1944, 1945)
- Order Czerwonej Gwiazdy (1940)
- Medal jubileuszowy „W upamiętnieniu 100-lecia urodzin Władimira Iljicza Lenina”
- Medal „Za obronę Stalingradu”
- Medal „Za wyzwolenie Warszawy”
- Medal „Za zdobycie Berlina”
- Medal „Za zwycięstwo nad Niemcami w Wielkiej Wojnie Ojczyźnianej 1941–1945”
- Medal jubileuszowy „Dwudziestolecia zwycięstwa w Wielkiej Wojnie Ojczyźnianej 1941–1945”
- Medal jubileuszowy „Trzydziestolecia zwycięstwa w Wielkiej Wojnie Ojczyźnianej 1941–1945”
- Medal „Weteran Sił Zbrojnych ZSRR”
- Medal jubileuszowy „XX lat Robotniczo-Chłopskiej Armii Czerwonej”
- Medal jubileuszowy „30 lat Armii Radzieckiej i Floty”
- Medal jubileuszowy „40 lat Sił Zbrojnych ZSRR”
- Medal jubileuszowy „50 lat Sił Zbrojnych ZSRR”
- Medal jubileuszowy „60 lat Sił Zbrojnych ZSRR”
- Honorowa Broń ze Złotym Godłem Państwowym ZSRR (1968)
- Order Suche Batora (Mongolia)
- Złoty Order Zasług dla Ojczyzny – dwukrotnie (NRD)
- Order „Złota Gwiazda Przyjaźni między Narodami” (NRD)
- Krzyż Złoty Orderu Wojennego Virtuti Militari (Polska)
- Krzyż Wielki Orderu Odrodzenia Polski (Polska)
- Krzyż Komandorski z Gwiazdą Orderu Odrodzenia Polski (PRL, 1968)[12]
- Order Krzyża Grunwaldu II klasy (Polska)
- Medal za Warszawę 1939–1945 (Polska)
- Medal za Odrę, Nysę, Bałtyk (Polska)
- Krzyż Wybitnej Służby (USA)